# Prométhée (sous-marin)
Vous lisez un « bon article » labellisé en 2012.
Pour les articles homonymes, voir Prométhée (homonymie).
Le Prométhée est un sous-marin français de la classe 1 500 tonnes lancé en 1930 à Cherbourg. Le 7 juillet 1932, alors qu'il navigue en surface au cours de ses essais, le sous-marin coule soudainement au large du cap Lévi sans raison apparente, entraînant la mort de 62 des 69 hommes d'équipage et causant une vive émotion en France. L'épave est localisée le lendemain mais les tentatives de sauvetage et de renflouement restent vaines. Les témoignages des survivants ont permis d'établir que le naufrage est vraisemblablement dû à une ouverture soudaine des purges de plongée.

## Caractéristiques et lancement

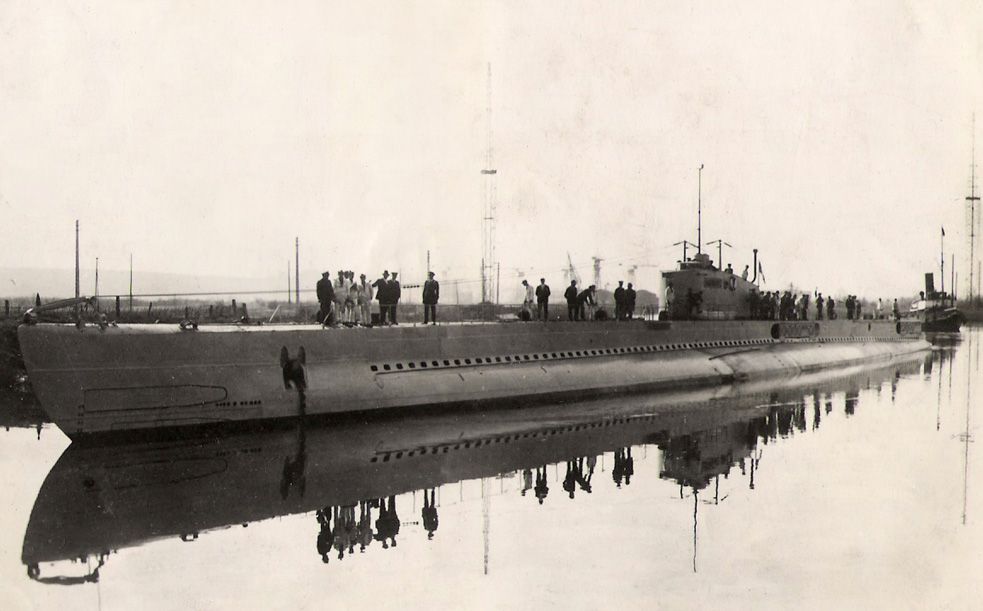
Le Prométhée.

Le Prométhée fait partie d'une série assez homogène de trente-et-un sous-marins océaniques de grande patrouille, aussi dénommés 1 500 tonnes en raison de leur déplacement. Tous sont entrés en service entre 1931 (Redoutable) et 1939 (Sidi-Ferruch). Outre le Prométhée, cette classe a connu, avant le déclenchement de la Seconde Guerre mondiale, la perte du Phénix en Indochine, le 15 juin 1939.
Longs de 92,30 mètres et larges de 8,10, ils ont un tirant d'eau de 4,40 mètres et peuvent plonger jusqu'à 80 mètres. Ils déplacent en surface 1 572 tonnes et en plongée 2 082 tonnes. Propulsés en surface par deux moteurs Diesel d'une puissance totale de 6 000 chevaux, leur vitesse maximum est de 18,6 nœuds. En plongée, la propulsion électrique de 2 250 chevaux leur permet d'atteindre 10 nœuds. Appelés aussi « sous-marins de grandes croisières », leur rayon d'action en surface est de 10 000 milles marins à 10 nœuds et 14 000 milles à 7 nœuds et en plongée de 100 milles marins à 5 nœuds.
Première commande de la tranche 1927, le Prométhée est mis en chantier le 10 janvier 1928 à l'arsenal de Cherbourg, sous le numéro de coque Q153, car il s'agit du 153e sous-marin construit par la Marine nationale. Le lancement a lieu le 23 octobre 1930, les travaux se poursuivant jusqu'à la date du naufrage. Un premier incident se déroule lors du lancement, quand le Prométhée sort de son axe avec une forte gîte et manque d'arracher la tribune officielle.
Le navire entre en essais le 1er décembre 1931. Le commandement est alors confié au lieutenant de vaisseau Amaury Couëspel du Mesnil, 38 ans. Entré à l'École navale en 1915, il a auparavant servi, après un passage à l'école sous-marine, comme second du sous-marin René Audry puis comme commandant du sous-marin Ariane. Il compose son équipage et choisit comme officiers le lieutenant de vaisseau Jacques de Fourcault et l'enseigne de vaisseau André Bienvenüe, ainsi que l'ingénieur mécanicien Louis Bouthier. Le lieutenant de vaisseau Fourcault venait d'être promu à ce grade, quant à l'enseigne de vaisseau Bienvenüe, c'était son premier embarquement à la mer.

## Naufrage

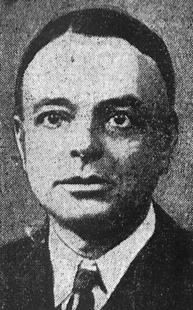
Amaury Couëspel du Mesnil, commandant du Prométhée.

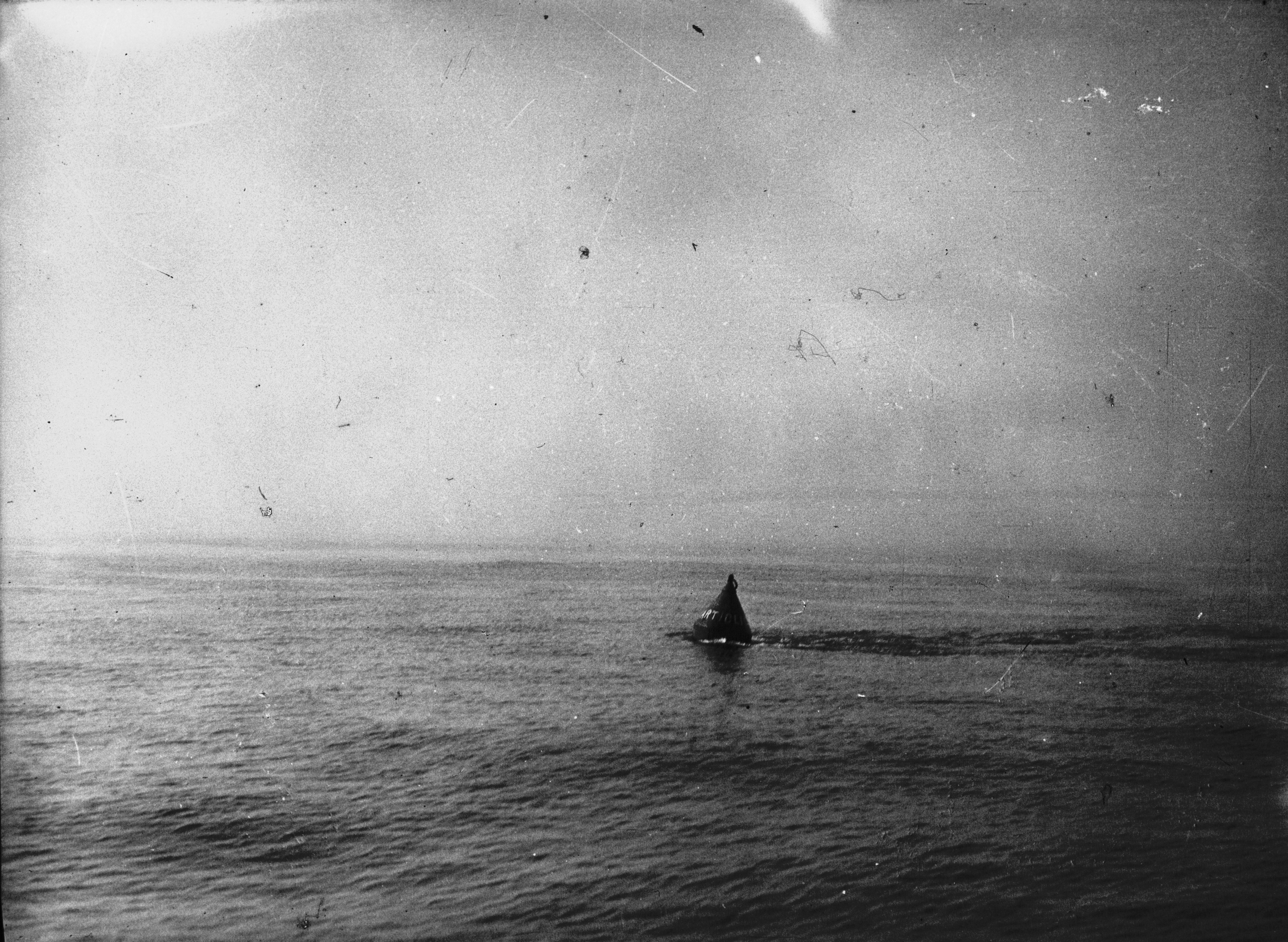
Bouée indiquant l'emplacement de l'épave du Prométhée.

Un an et demi après le lancement, le sous-marin est en achèvement et entame une série d'essais avant d'être recetté par la Marine nationale. Le Prométhée quitte le port de Cherbourg le jeudi 7 juillet 1932 vers 9 heures en direction du nord-est pour sa cinquième sortie. Les essais du jour consistent à étalonner les moteurs électriques Alsthom et à établir les courbes de puissance des deux moteurs Diesel Schneider de propulsion en surface, développant 3 000 chevaux chacun. L'équipage est alors accompagné par seize ouvriers de l'arsenal, cinq ingénieurs et ouvriers venus du Creusot pour les essais Diesel et un ouvrier d'Alsthom. Ces essais sont conduits sous la responsabilité conjointe du commandant et de l'ingénieur du génie maritime Ambroise Aveline.
D'après le commandant, les tests sur les moteurs électriques, dont le rôle est d'assurer la propulsion en plongée, se sont achevés peu avant midi, le 7 juillet 1932. Le Prométhée est à l'arrêt à près de sept milles marins du cap Lévi, au large de la commune de Fermanville. L'enseigne Bienvenüe assure le quart sur la passerelle de navigation, au sommet du kiosque ; quelques marins sont en train de déjeuner sur le pont. L'ingénieur Aveline ordonne alors de lancer les essais des Diesel ; dans le carré des officiers, Couëspel du Mesnil entend des bruits d'air comprimé qu'il interprète comme des ratés dans le démarrage des moteurs. Quelques secondes après, il entend de l'agitation sur le pont du sous-marin et sort sur le kiosque, pensant qu'un marin a pu tomber à la mer. Au cours de sa montée, il entend nettement les purges des ballasts s'ouvrir sans qu'il aperçoive quelqu'un au poste de commande électrique. Dès son arrivée sur la passerelle, il constate que son navire s'enfonce rapidement par l'arrière. L'enseigne Bienvenüe signale l'ouverture des purges et ordonne immédiatement la fermeture des panneaux de pont qui permettent la communication entre l'intérieur et l'extérieur du sous-marin. Les matelots Pourre, Kermoal et Antonio s'exécutent et rentrent dans le Prométhée en refermant les panneaux derrière eux. Ils seront cités à l'ordre du jour pour cet acte de courage. Couëspel du Mesnil donne l'ordre de larguer les bouées et les caillebotis. Le sous-marin s'enfonce de plus en plus vite ; l'eau s'engouffre dans les manches à air ouvertes des Diesel et atteint la passerelle. Le commandant est alors précipité à l'eau avec la quinzaine de personnes présentes sur le pont à cet instant. Le sous-marin disparaît avec un angle maximal que Couëspel du Mesnil estime à environ 80° par rapport à l'horizon : le Prométhée est en train de couler à la verticale. L'ensemble des événements n'a pas duré plus d'une minute.
| \| Prométhée \| Lieu du naufrage du Prométhée. |
| Prométhée                                      |

Sept marins seulement — parmi lesquels le lieutenant de vaisseau Couëspel du Mesnil et l'enseigne de vaisseau Bienvenüe — ont survécu jusqu'à l'arrivée du pêcheur cherbourgeois Yves Nicol, accompagné de son matelot, Claude Colin, à bord de sa barque, l'Yvette II, une heure plus tard.
62 personnes disparaissent avec le sous-marin. Le programme des essais de la propulsion en surface ne prévoyant pas d'effectuer de plongée, le Prométhée n'était donc pas équipé pour ce type de manœuvre dont la première devait avoir lieu le 20 juillet. Il ne dispose pas de réserve d'oxygène et les bouteilles d'air comprimé, permettant de chasser aux ballasts et faire surface, sont vides. Les autorités militaires et civiles de Cherbourg ont dû rapidement se rendre à l'évidence de la perte de l'équipage en quelques heures. Pour la commission d'enquête, il est probable que l'équipage n'a pas survécu plus de quelques minutes au naufrage, à la suite de l'envahissement complet du navire par l'eau.
Liste (avec les photos ) de 38 marins disparus et des ouvriers de l'usine Creusot dans l'illustration no 4664 du 23 juillet 1932.

## Tentatives de sauvetage et de renflouement

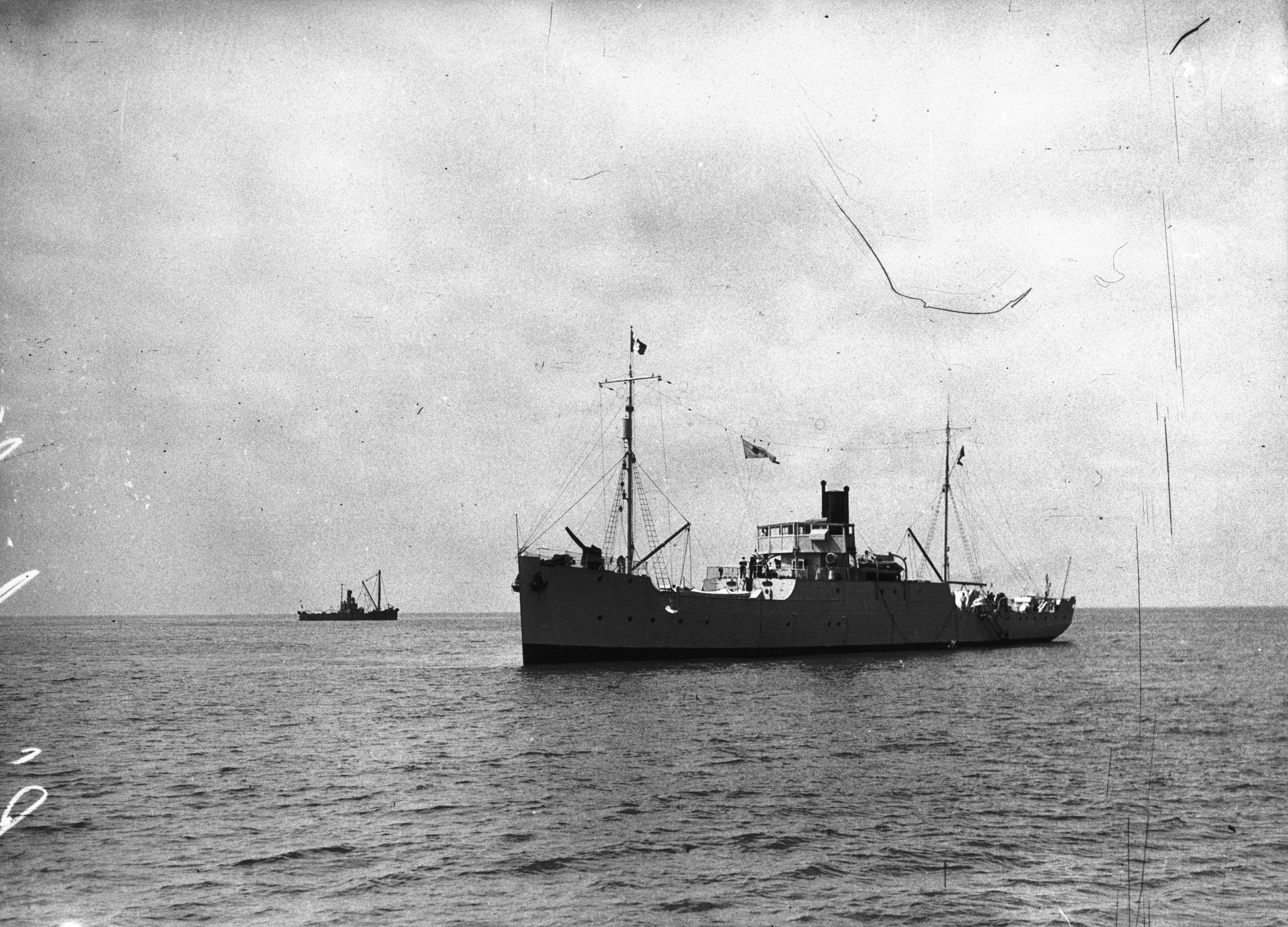
Le navires de sauvetages et de renflouement Artiglio (au fond) et la gabare Fidèle sur le site du naufrage.

L'annonce du naufrage est connue à Cherbourg au retour de l'Yvette II dans le milieu de l'après-midi. Immédiatement, plusieurs navires présents à Cherbourg se rendent sur place, aidés par des hydravions de la Marine nationale, pour tenter de sauver l'équipage. Très rapidement, des moyens internationaux sont coordonnés. On fait notamment appel à deux navires de sauvetage de la Società Ricuperi Marittimi (société italienne de récupération maritime – SORIMA), l'Artiglio (en) et le Rostro qui se sont rendus célèbres dans les années 1920 en intervenant sur de nombreux naufrages. Respectivement basés au Havre et à Brest, les deux navires arrivent à Cherbourg au matin du 9 juillet. Un scaphandre rigide est expédié par train depuis la base navale de Toulon.
Le 8 juillet 1932, l'aviso Ailette repère la bouée téléphonique du Prométhée sans qu'il soit possible de savoir si elle a été déclenchée automatiquement ou délibérément par l'équipage prisonnier. Plusieurs tentatives ont lieu pour entrer en contact avec l'équipage. Deux séries d'appels téléphoniques sont passées le 8 et le 9 juillet par le biais de la bouée mais celles-ci restent vaines. Les sous-marins Aurore et Eurydice et le contre-torpilleur polonais Burza procèdent à des écoutes sous-marines pour capter le moindre signe d'activité dans le sous-marin.
Les premières plongées sur l'épave, qui gît à une profondeur de 75 mètres, débutent le 9 juillet vers 16 heures. Les scaphandriers de la gabare Fidèle et de l'Artiglio frappent sur la coque à l'aide d'un marteau pour tenter d'entrer en contact avec d'éventuels survivants. Ils n'obtiennent pas de réponse. Quarante-huit heures après le naufrage, il est alors acquis que l'oxygène contenu à bord du Prométhée est devenu trop rare pour maintenir quiconque en vie.
Des experts de renommée internationale sont consultés — notamment Mario Raffaeli, directeur technique de la SORIMA, et Ernest Cox (en), qui a supervisé le renflouement de la flotte allemande sabordée à Scapa Flow — afin d'étudier la possibilité de renflouer le Prométhée pour les besoins de l'enquête et rendre les corps aux familles. Tous concluent rapidement à l'impossibilité de l'entreprise : la profondeur et surtout la force des courants de la région rendraient toute tentative longue, difficile, très coûteuse mais surtout dangereuse compte tenu des moyens techniques de l'époque. L'idée du renflouement est donc officiellement abandonnée le 14 juillet 1932.

## Causes du naufrage

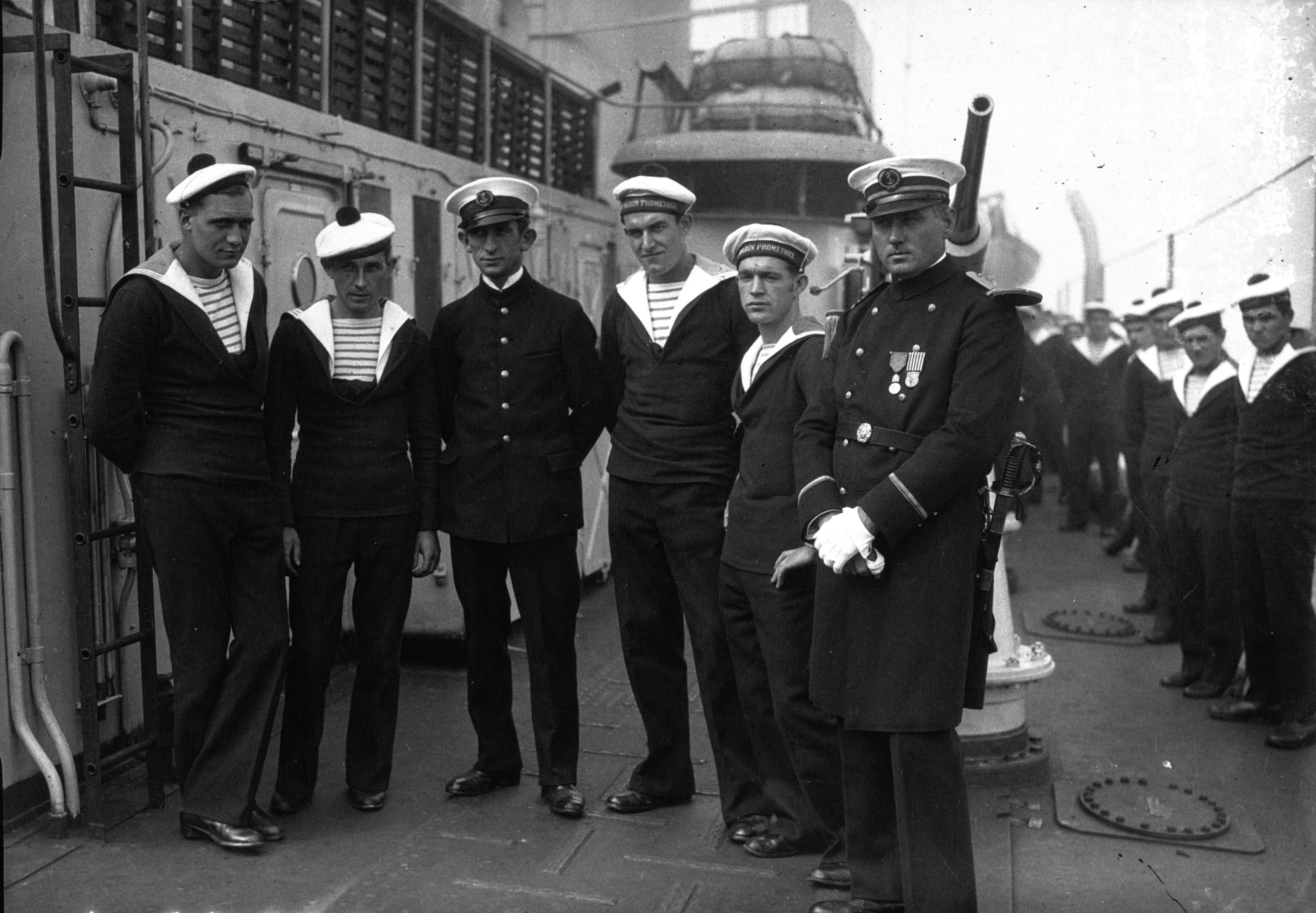
Quelques rescapés du naufrage, notamment le second maître Goasguen au centre et le premier maître François Prigent à droite.

Dès le soir du 8 juillet, le vice-amiral Le Dô, préfet maritime de Cherbourg, nomme une commission d'enquête afin d'élucider les raisons pour lesquelles le sous-marin a plongé si brusquement sans qu'un tel ordre n'ait été donné. Mais en l'absence de preuves matérielles, la commission n'a pu établir son travail qu'à partir de l'audition des survivants, au premier rang desquels figure le commandant du Prométhée, le lieutenant de vaisseau Couëspel du Mesnil, ainsi que grâce à des essais menés en bassin sur le sous-marin Archimède, identique au Prométhée.
Dans un souci constant d'efficacité, les ingénieurs ont beaucoup travaillé pour rendre la plongée des sous-marins la plus rapide possible. Les 1 500 tonnes pouvaient plonger en un peu plus de trente secondes. Le Prométhée était encore en phase d'essais et c'était l'une de ses premières sorties à la mer. Comme le commandant n'a vu personne au poste de commande et que l'accident s'est produit alors qu'on venait d'ordonner la mise en route des moteurs Diesel, la commission a conclu le 13 juillet à une ouverture « inopinée, rapide et générale des purges » qui permettent de remplir les ballasts d'eau, ce qui a pour effet d'alourdir le sous-marin et de le faire plonger. Cette ouverture inopinée pourrait être due à une erreur de branchement dans les systèmes oléo-pneumatiques des vannes de sectionnement. Ce dysfonctionnement était connu avant le naufrage du Prométhée : un incident similaire s'était produit sans gravité sur le Redoutable en 1929 et le Vengeur, dont le commandant avait adressé un procès-verbal sur le sujet en novembre 1929, conforté par le témoignage du commandant du Surcouf en 1930. Mais aucune instruction officielle n'a été donnée aux commandants de sous-marins. À la suite du naufrage, les vannes de sectionnement incriminées ont toutes été modifiées sur les sous-marins français.

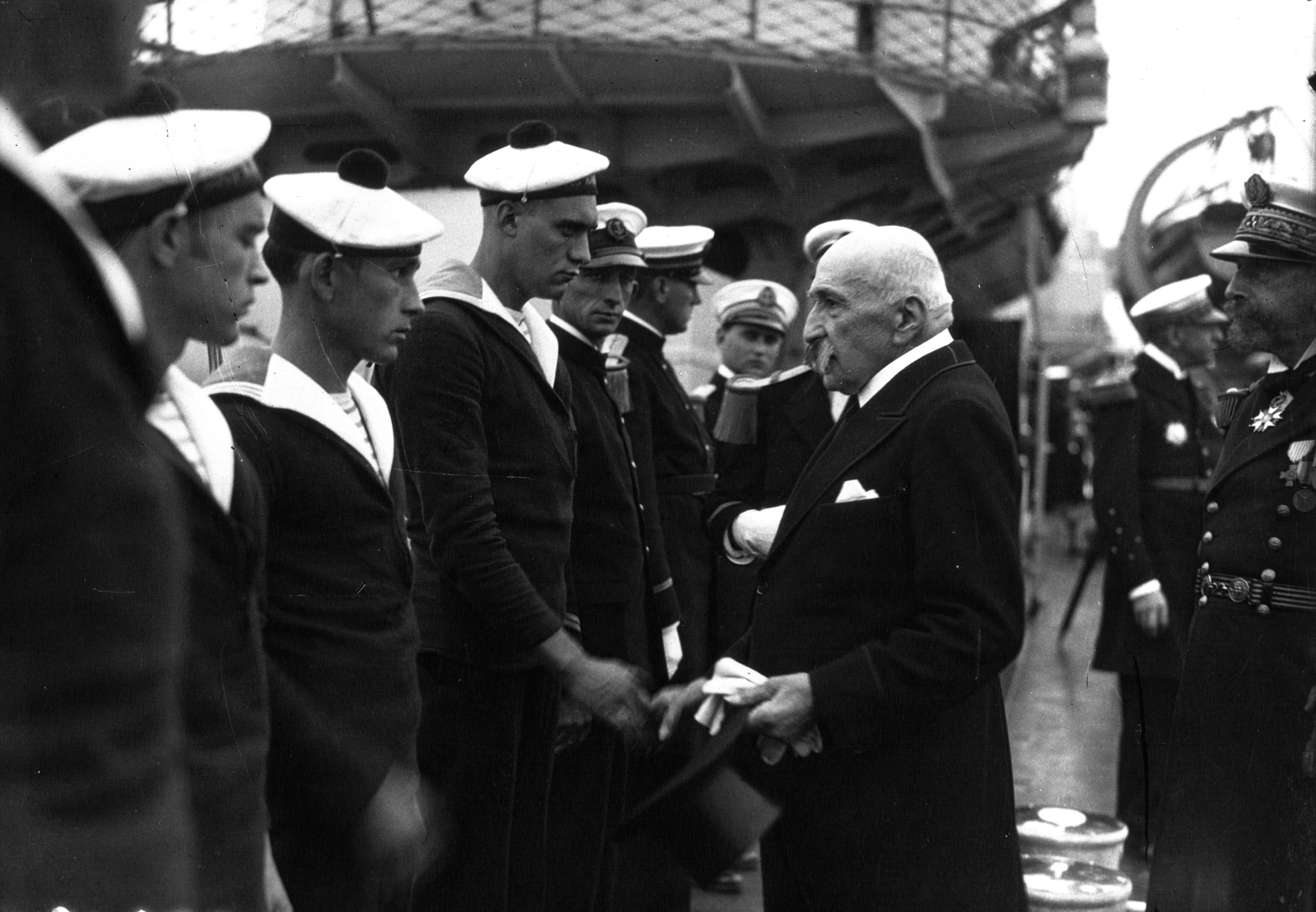
Les rescapés du naufrage avec le ministre de la Marine Georges Leygues.

Les scaphandriers ont fait le tour des panneaux de pont et ont remarqué que tous ceux qu'ils avaient pu observer étaient fermés. Cependant, ils n'ont pas pu atteindre la passerelle pour en vérifier la bonne fermeture de ses panneaux. La forte inclinaison du Prométhée au moment de sa disparition peut laisser supposer qu'un panneau de la passerelle soit resté ouvert, laissant ainsi l'eau s'engouffrer dans le sous-marin, l'alourdissant jusqu'à l'entraîner par le fond.
Le lieutenant de vaisseau Amaury Couëspel du Mesnil est traduit devant le conseil de guerre le 3 novembre 1932, afin de répondre de la perte de son navire. Il est acquitté à l'unanimité le lendemain. Sa carrière ne connaît cependant plus d'avancement et il quitte la marine quelques années après le naufrage. L'enseigne Bienvenüe est tué le 23 septembre 1940, pendant la bataille de Dakar.

## Réactions et hommages

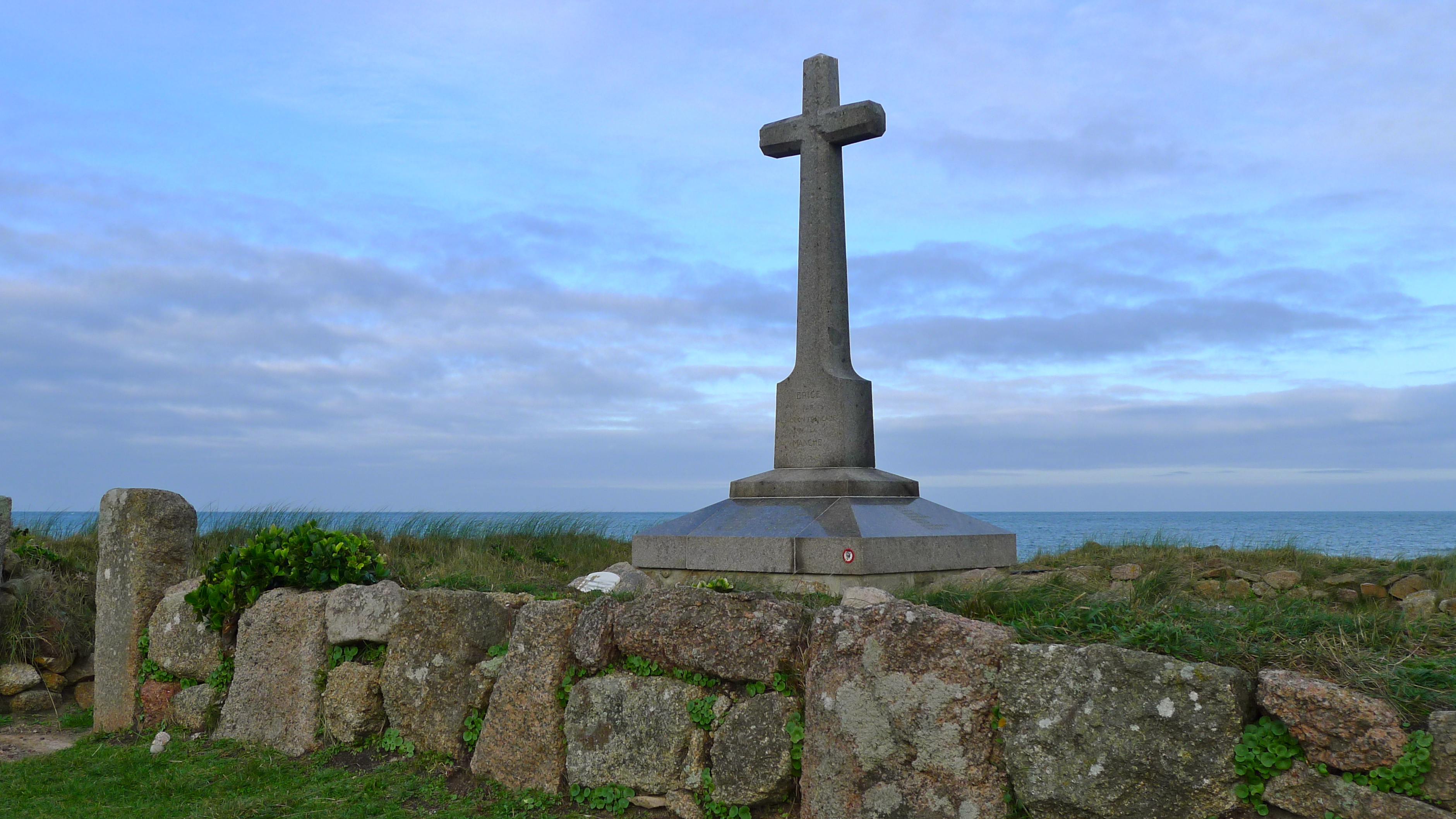
Croix du Prométhée, devant plage de Fréval à Fermanville.

Le naufrage du Prométhée a produit une très vive émotion en France et en Europe. Les cérémonies du 14 juillet sont annulées dans de nombreuses communes, à commencer par Cherbourg. Une cérémonie d'hommage national a lieu le 30 juillet à Cherbourg et sur le lieu du naufrage, en présence du président du Conseil Édouard Herriot et du ministre de la Marine Georges Leygues, ainsi que de l'évêque de Coutances-Avranches.
Grâce à une souscription de l'Action française de la Manche présidée par le vicomte de Tocqueville, un calvaire fut érigé à la mémoire des disparus sur la pointe de Fréval, à Fermanville, le point de terre le plus proche du lieu du naufrage. Il fut inauguré le 29 janvier 1933 par l'amiral Antoine Schwerer. Chaque année, une cérémonie d'hommage a lieu à Fermanville en l'honneur des disparus. Une rue porte le nom du sous-marin Prométhée à Dunkerque, en l'honneur des 19 marins disparus originaires de la ville,.

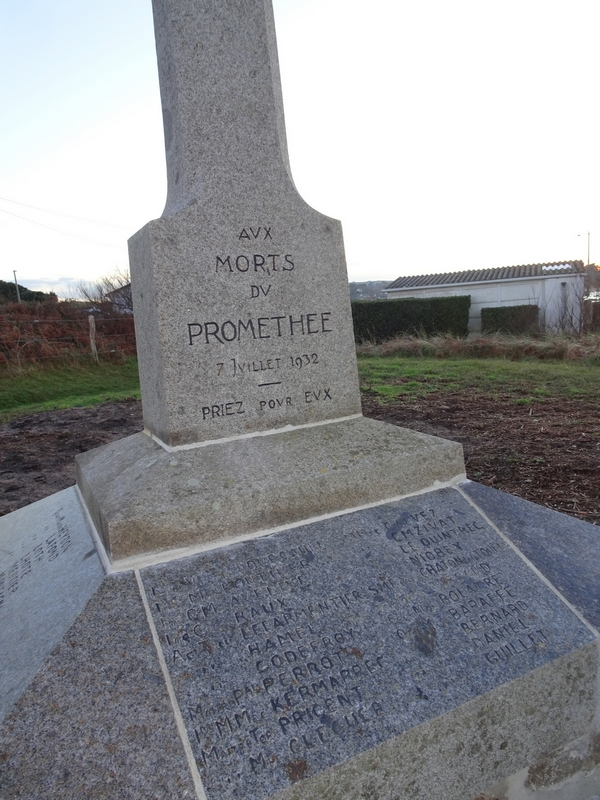
Calvaire du Prométhée.

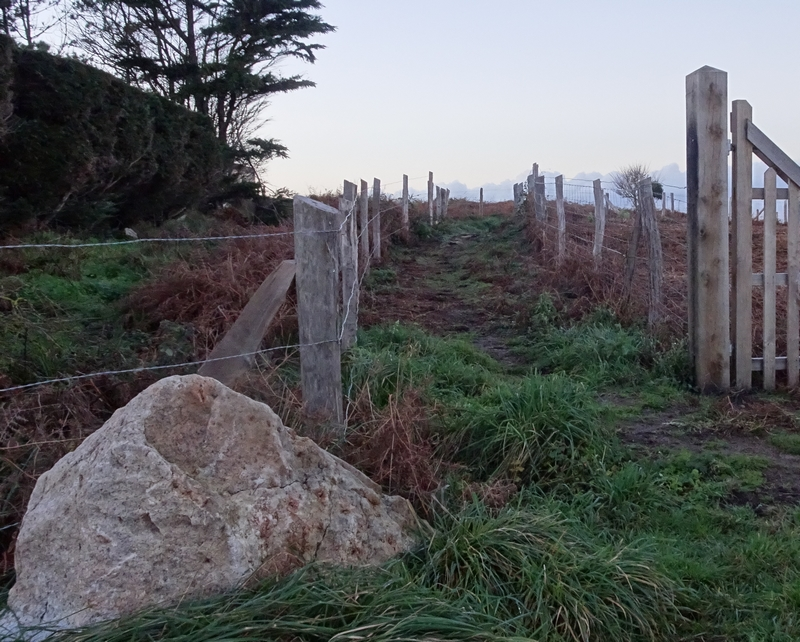
Accès piétonnier au calvaire.

Le Prométhée, avec un déplacement en plongée de 2 082 tonnes, est la plus grosse épave de sous-marin de la Manche.